# 31631 Abbywilliams
31631 Abbywilliams este un asteroid din centura principală de asteroizi.

## Descriere
31631 Abbywilliams este un asteroid din centura principală de asteroizi. A fost descoperit pe 7 aprilie 1999 la Socorro, New Mexico, în cadrul proiectului LINEAR. Asteroidul prezintă o orbită caracterizată de o semiaxă mare de 2,48 ua, o excentricitate de 0,16 și o înclinație de 6,7° în raport cu ecliptica.